# Wernberg-Köblitz
Wernberg-Köblitz é um município da Alemanha, situado no distrito de Schwandorf, no estado da Baviera. Tem 66,03 km² de área, e sua população em 2019 foi estimada em 5.618 habitantes.